# カジュラーホー
座標: 北緯24度51分05秒 東経79度55分29秒 / 北緯24.851394度 東経79.92485度

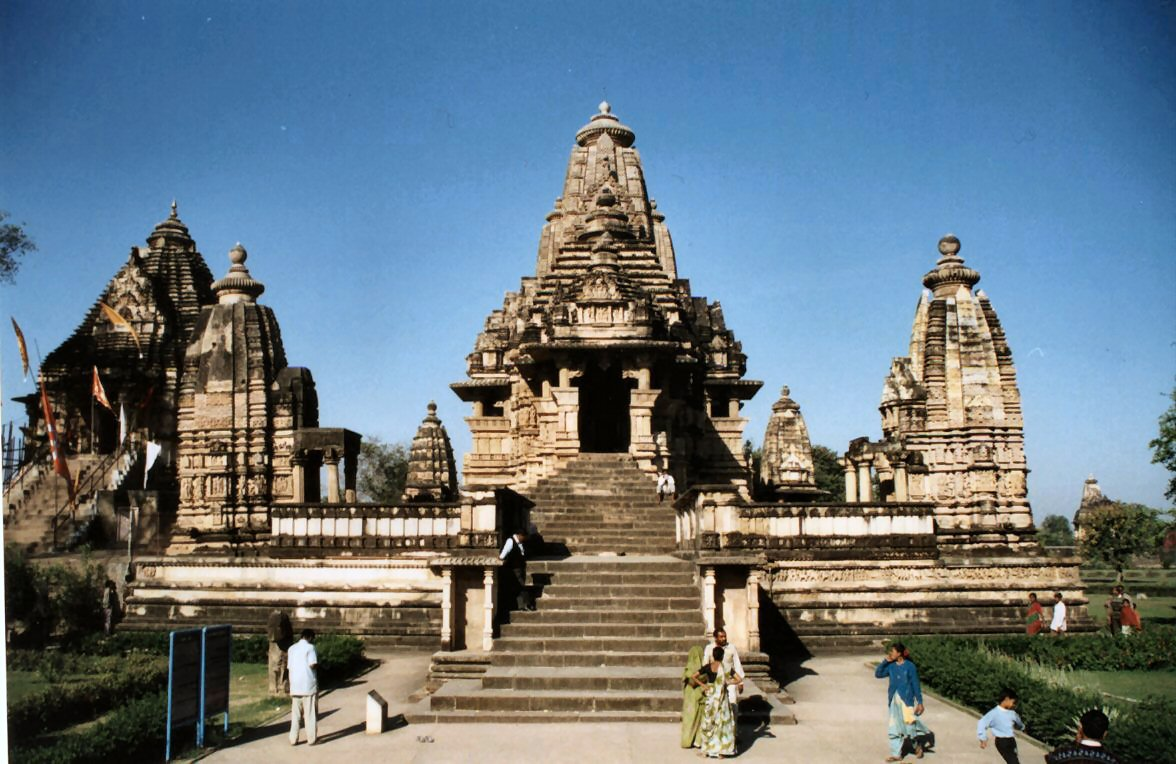
カジュラホ、ラクシュマナ寺院（東正面より）

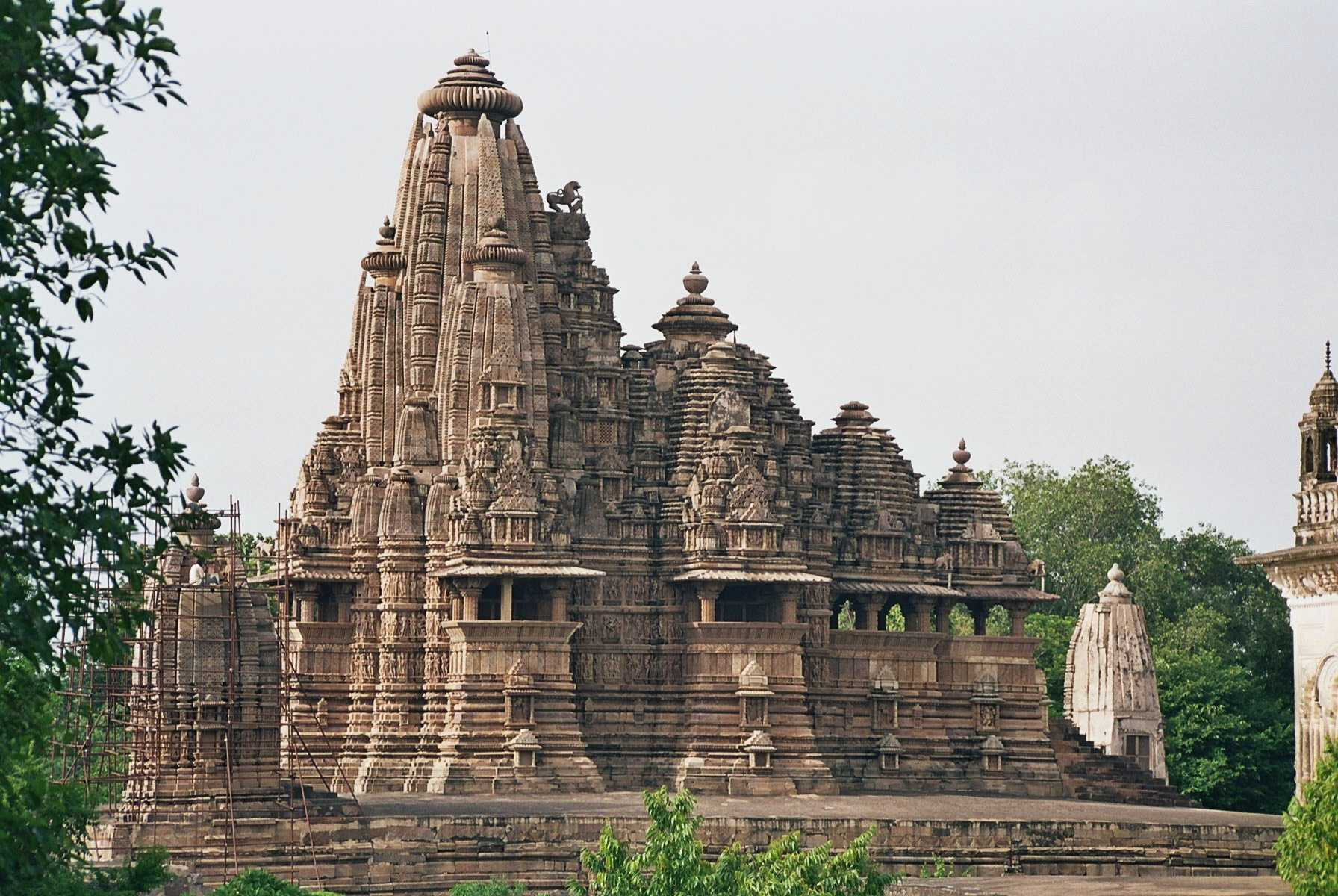
カジュラホ、ヴィシュバナータ寺院

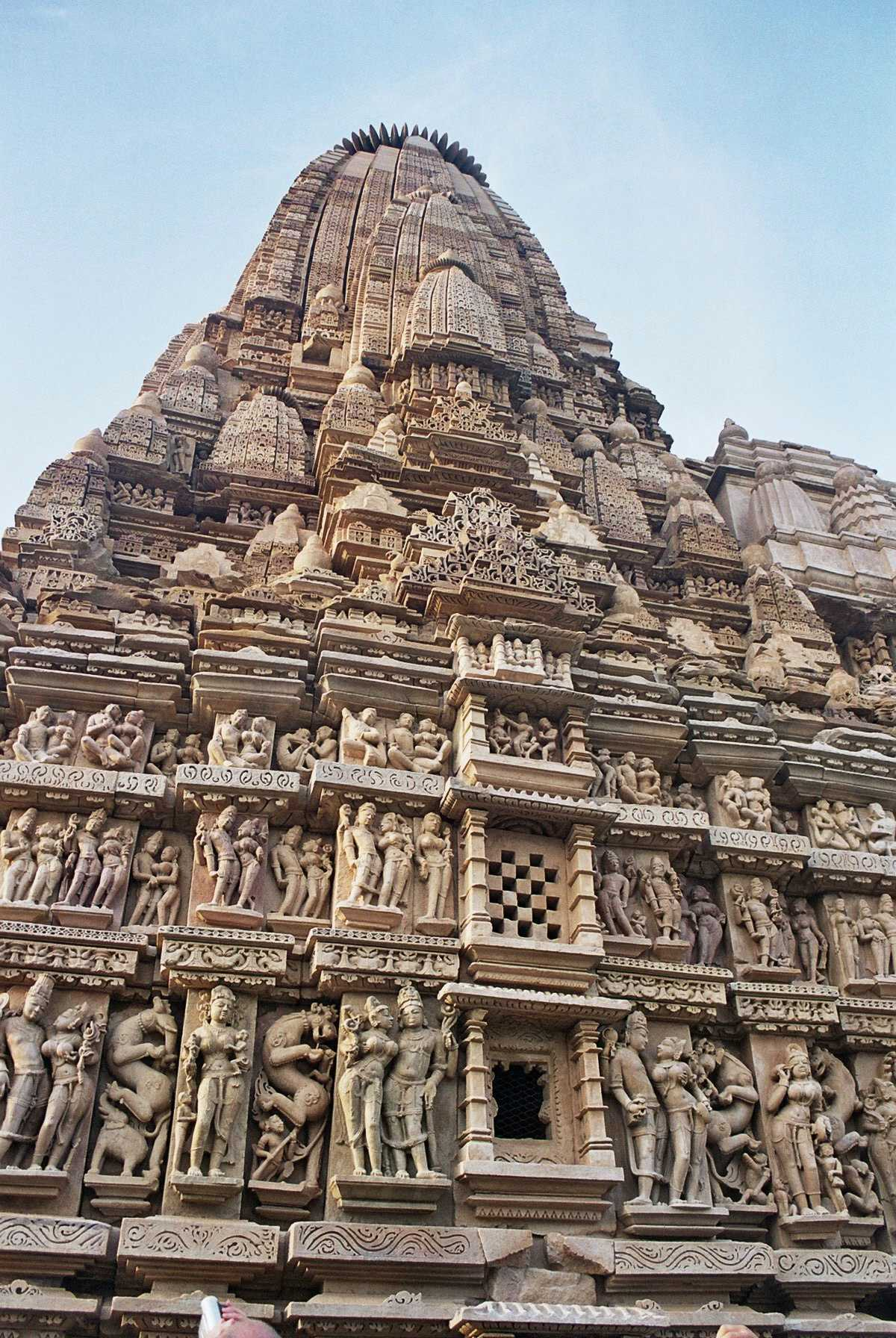
カジュラホのパールシュバナータ寺院のシカラ(塔)

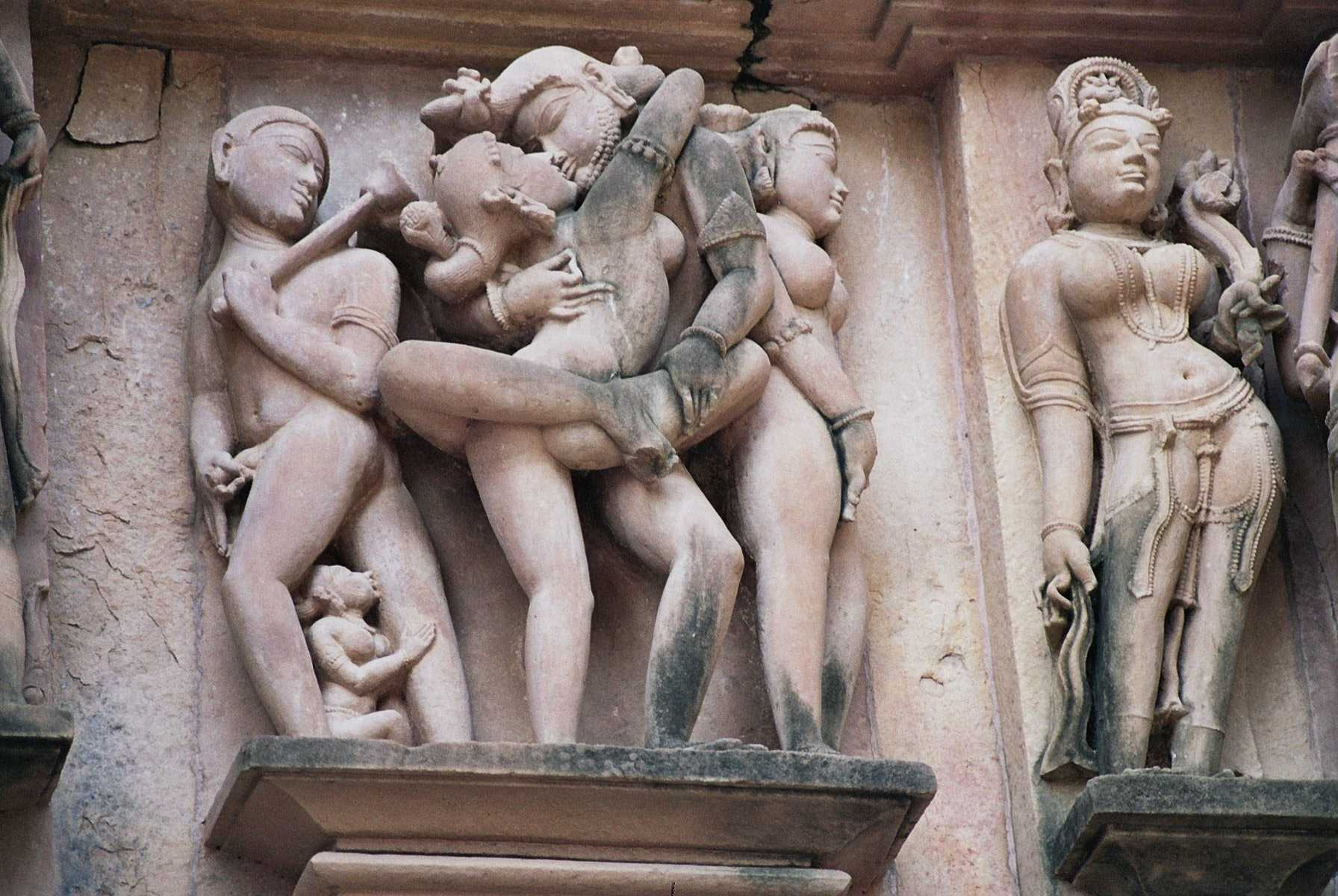
豊穣祈願のミトゥナ（交合）像

カジュラーホー（Khajuraho、ヒンディー語:खजुराहो）は、インドのマディヤ・プラデーシュ州の小都市。首都デリーから南東に620kmの位置にある人口約5000人弱の小さな村である。

## 名称について
カジュラーホーは、芸術的価値の高い彫刻を伴うヒンドゥー教及びジャイナ教の寺院群で古くから「カジュラホ」の表記（日本語カナ音写）で知られ、現在でも、ウェブ上の表記や各種書籍でこの表記がもっとも多い。しかし近年以降、標準ヒンディー語の発音に近い「カジュラーホ」、さらに近い「カジュラーホー」を使う傾向が強まりつつあり、最近のインド史方面の専門書などでも「カジュラーホー」であるため、当記事では「カジュラーホー」を採ることにする。

## カジュラーホー寺院群
10世紀初頭から12世紀末ごろのチャンデーラ朝時代に、カジュラーホーでは、85か所に及ぶ寺院が建設されたと考えられている。カジュラーホーの寺院群は細い釣鐘状の塔の上部全体をシカラと呼ぶ北方式の典型例を示している。現存しているのは25か所のみで、東西約2キロメートル、南北約3キロメートルの約6平方キロメートルの範囲に分布し、2か所のヒンドゥー教寺院で構成される南グループ、ジャイナ教寺院が主体の東グループ、ヒンドゥー教寺院のみで構成され、もっともよく建造物が残存している西グループの三つの寺院群にわけられる。ヒンドゥー教寺院は、ヴィシュヌ派の寺院が主体となっている。またヒンドゥー教かジャイナ教かによって建築や彫刻に極端な差はほとんどみられず、ミトゥナ像（男女交合のエロティックな彫刻）を含む官能的なレリーフ群も共通して見られ、いずれも豊穣祈願が込められていると考えられている。

## 西グループのヒンドゥー教寺院

### ラクシュマナ寺院
ラクシュマナ寺院は、チャンデーラ朝のヤショーヴァルマン王によってヴィシュヌ神にささげる宮殿として、10世紀前半に建設され、東側に幅7m、奥行き12～3mの張り出し部を持つアディスターナと呼称される長方形の基壇の上に建てられている五堂形式（パンチャーヤタナ）の寺院である。アディスターナの本体は幅26m、奥行きの長さ40m、高さ2.7mであって、ラクシュマナ寺院の本堂の手前に玄関に列柱を設けた副祠堂が向かいあって建てられている。すなわち南東の副祠堂は北向きに、北東の副祠堂は南向きに建てられている。アディスターナの奥の二隅、すなわち北西、南西隅の副祠堂は、本堂と同じく東向きに配置されている。本堂は、パーパーガないしパーダ・パーガと呼称される小高い基壇の上に建てられ、西側の入口には、切り石積みの階段が設けられ、昇り始めは末広がりで広いが、昇るに従って狭くなっていく。本堂のシカラは入口からだんだん高くなり、最も高いシカラは、アディスターナの表面から23mに達する。副祠堂のシカラには、いずれも頂部にアーマラカという円盤状の構造が設けられている。副祠堂の外壁にはヴィシュヌ神に関連する神話をテーマにした浮彫りが施されている。

### ヴィシュヴァナータ寺院
カジュラーホーで最も著名な寺院のひとつであるヴィシュヴァナータ寺院も、西グループに位置しており、1002年に建設された。東西に連なるシカラは、東から西へ向かって段々に高くなるように造られている。シカラは、聖室や拝堂の上面の石柱によって支えられ、シカラの下のバルコニーと呼ばれる空間によって、あたかも空中に浮かんでいるような印象を与える。主としてシカラの下部に男女の神々や空想上、神話上の生き物、天女、ミトゥナと呼ばれる抱き合ったり性交しているような彫像が刻まれているが、繞道をめぐってバルコニーの光によって薄暗い空間のなかで内部にある似たような彫像を拝観できる仕組みになっている。

### カンダーリヤ・マハーデーヴァ寺院
カジュラーホーで最大とされる寺院は、西グループにあるカンダーリヤ・マハーデーヴァ寺院で、11世紀中葉に建設された。小高い基壇の上に大拝堂（マハー・マンダバ）、拝堂（マンダバ）と呼ばれる構造と、大シカラを上に載せるようにして聖室（ガルバグリハ）と呼ばれる構造がある。これらの建物の上はバルコニーと呼ばれていてシカラを支える石柱が建てられ、内部へ光を入れるようになっている。石柱の上には細い釣鐘状のシカラ群がおり重なってそびえたっている。最大の大シカラは、砂岩で造られ、31mに達し、そっくり同じ形の84基の小シカラが大シカラを包み込むように造られている。シカラの壁面は細かな文様が施され、小シカラを支える柱状の構造の側面には、裸体の人物像がぎっしりと刻まれている。また寺院の内部には、繞道（にょうどう）と呼ばれる礼拝対象である寺院本体を右に回って拝観するための通路があって、シカラの真下にあるバルコニー部分から入ってくる光によって、内部の彫刻を照らす仕組みになっている。カンダーリヤ・マハーデーヴァ寺院は、シヴァ神にささげられた寺院であり、林立するシカラは、シヴァ神が住むとされるカイラス山もしくはヒマラヤ山脈を象徴していると考えられている。

## 東グループのジャイナ教寺院

### パールシュバナータ寺院
東グループにあるジャイナ教寺院のうち最大かつ有名なのは、10世紀中葉にジャイナ教の第23代祖師のパールシュバナータにささげるために建設されたパールシュバナータ寺院（Parshvanath temple）である。シカラの下にある寺院本体の部分には、さまざまなポーズをした男女の立像が所狭しとばかりに刻まれ、花で自らを飾る女性、手紙を書く女性などから、交合像として知られる座位で性交する男女などがみられる。

## アクセス
空路は、カジュラーホー空港がありデリーから直接訪れることができる。鉄道だと隣州のジャーンシー駅 (Jhansi station) からバスで数時間。
陸路は、2008年に鉄道が開通し、ワーラーナシーなどから行くことができる。2012年1月現在、切符購入窓口も設置されている。